# ريتشارد بيكر (سياسي أسترالي)
ريتشارد بيكر (بالإنجليزية: Richard Chaffey Baker)‏ هو محامي وسياسي بريطاني وأسترالي (وحمل سابقاً جنسية المملكة المتحدة لبريطانيا العظمى وأيرلندا)، ولد في 22 يونيو 1842 في أستراليا، وتوفي في 18 مارس 1911 في أستراليا.

## مناصب
- انتخب عضو مجلس جنوب أستراليا التشريعي عن دائرة Southern District (South Australian Legislative Council) [الإنجليزية]‏ وقد انضم خلال فترته النيابية (8 مايو 1885 – 9 مايو 1901)  للكتلة البرلمانية مستقل.
- انتخب President of the South Australian Legislative Council [الإنجليزية]‏ (19 ديسمبر 1893 – 18 يوليو 1901).
- انتخب Attorney-General of South Australia [الإنجليزية]‏ (30 مايو 1870 – 21 يوليو 1871).
- انتخب عضو مجلس النواب جنوب أستراليا من الجمعية عن دائرة Electoral district of Barossa [الإنجليزية]‏ وقد انضم خلال فترته النيابية (7 أبريل 1868 – 23 نوفمبر 1871)  للكتلة البرلمانية مستقل.
- انتخب عضو مجلس جنوب أستراليا التشريعي وقد انضم خلال فترته النيابية ‏ (5 أبريل 1877 – 7 مايو 1885)  للكتلة البرلمانية مستقل.
- انتخب عضو مجلس الشيوخ الأسترالي [الإنجليزية]‏ عن دائرة جنوب أستراليا ‏ (30 مارس 1901 – 31 ديسمبر 1906).
- انتخب President of the Senate (Australia) [الإنجليزية]‏ (9 مايو 1901 – 31 ديسمبر 1906).